# Sawara (prince)
Pour les articles homonymes, voir Sawara.

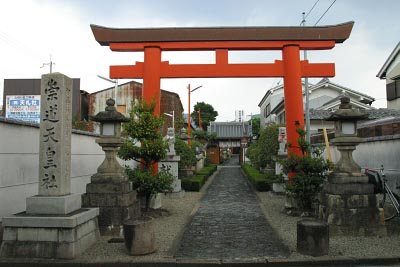
Sanctuaire shinto du prince Sawara.

Le prince impérial Sawara (早良親王, Sawara Shinnō), 750? - 8 novembre 785 est le 5e fils de l'empereur Kōnin et de Takano no Niigasa. 

## Biographie
Quand en 781 son frère le prince Yamabe monte sur le trône et devient l'empereur Kammu, Sawara accède au rang de prince héritier. Il perd ce rang en 785 après avoir assassiné Fujiwara no Tanetsugu qui s'opposait à ses actions politiques. Il est alors exilé sur l'île d'Awaji où il meurt peu après, s'étant laissé mourir de faim. Il est enterré à Awaji.
En 800, afin de calmer son esprit supposé responsable d'une épidémie, on lui donne le nom posthume d'empereur Sudō (崇道天皇, Sudō Tennō). On transfère également sa sépulture dans la province de Yamato.